# Impetustheorie
Die Impetustheorie (lateinisch impetus = der Schwung, das Vorwärtsdrängen) ist eine überholte Theorie mit dem Ziel, eine „dynamische“ Erklärung der Bewegung von Körpern zu liefern. Seit 1687 wurde sie ersetzt durch die Newtonschen Axiome. Die Impetustheorie ging aus der christlichen Kritik der materialistischen aristotelischen Bewegungslehre hervor. Der Impetus ist dabei eine nichtkörperliche (immaterielle) Bewegungsursache oder eine eher spirituell verstandene „Kraft“, die auf einen zu bewegenden Körper übergeht, um dessen Bewegung hervorzubringen.  
Im Mittelalter bildete die Impetustheorie eine wichtige Grundlage der Ballistik. In der auf Isaac Newtons Werk aufbauenden Klassischen Mechanik  ist der Begriff des Impetus eliminiert worden und seine Bedeutung zu Teilen in die ursachenlose  Trägheitsbewegung, den Impuls und die kinetische Energie eingeflossen. 
Untersuchungen an Studienanfängern bezüglich ihres Verständnisses des Verhaltens bewegter Objekte ergaben, dass die intuitiven Erklärungsansätze eines großen Teils der Probanden auch heute noch große Ähnlichkeit mit der Impetustheorie aufweisen.

## Geschichte
Die Impetustheorie wurde bereits im 6. Jahrhundert von dem spätantiken griechischen Gelehrten Johannes Philoponos diskutiert. Ein Vorläufer der Theorie wurde auch von Franz von Marchia im 14. Jahrhundert vertreten. Der französische Philosoph Johannes Buridan entwickelte die Impetustheorie bald darauf entscheidend weiter. Auch Galileo Galilei verwendete in seinen frühen Schriften und noch in den Discorsi eine Beschreibung von fallenden Körpern, die der Impetustheorie nahekam. Ebenso griff Leonardo da Vinci zur Beschreibung von Kreisbewegungen auf das Konzept des Kreisimpetus zurück. Newton benutzt in den Principia das Wort Impetus als eine Erscheinungsform seiner den Bewegungszustand erhaltenden Trägheit.

## Klassisches Beispiel: ballistische Probleme

### Geschichte

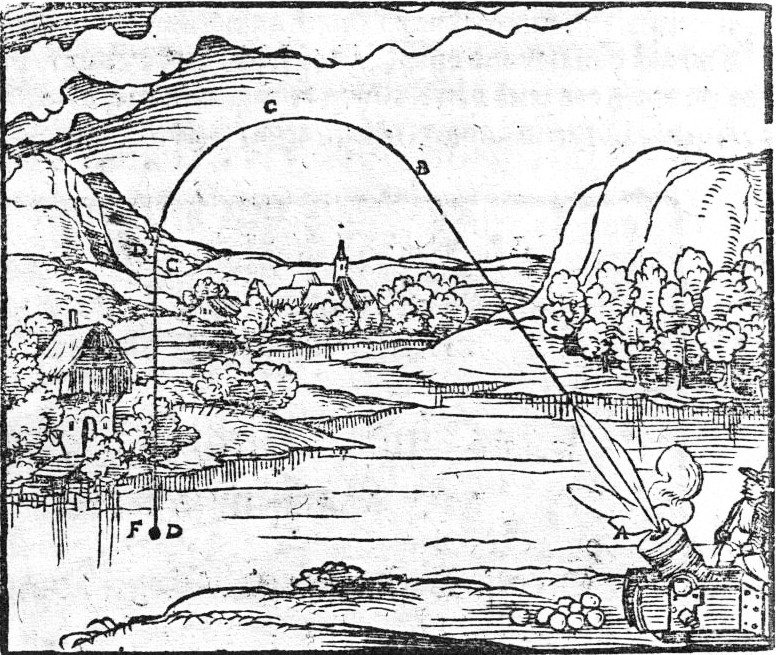
Flugbahn einer Kanonenkugel gemäß erweiterter Impetustheorie

Die Impetustheorie ging wie die aristotelische Physik davon aus, dass eine Bewegung nur möglich sei, solange eine entsprechende Bewegungsursache (in heutiger Sichtweise also eine Kraft) wirke. Um einen Gegenstand in Bewegung zu halten, müsste dieser ständig durch einen anderen Körper bewegt werden. Diese Annahme machte es jedoch unmöglich, die Bewegung eines Geschosses zu erklären, da dieser nach Verlassen des Geschützes keinen Kontakt zu einem anderen festen Körper hat. In der Impetustheorie wurde dieses Problem durch die Annahme einer immateriellen ursächlichen Kraft erklärt, die dem Geschoss beim Abschuss aufgeprägt wird, nämlich der Impetus. Um die bei realen Gegenständen beobachtete stetige Verlangsamung der Bewegung zu erklären, nahm man weiterhin an, dass der Impetus hierbei stetig abnimmt. War der Impetus aufgebraucht, sollte der Körper senkrecht zu Boden fallen.
Laut Beschreibung des persischen Philosophen Avicenna im 11. Jahrhundert bewegt sich ein Geschoss nach Verlassen des Geschützes so lange geradlinig in Abschussrichtung, bis sein anfänglicher Impetus vollständig verbraucht ist (A→B). Danach soll der Körper für einen kurzen Augenblick im Punkt B zum Stillstand kommen, um anschließend durch seine natürliche Schwere einen Impetus in Abwärtsrichtung zu erfahren, wodurch dieser senkrecht nach unten fällt (B→C).
Der Scholastiker Albert von Rickmersdorf schlug im 14. Jahrhundert eine etwas genauere Beschreibung der Flugbahn vor. Er teilte die Bewegung in drei Phasen ein. Anfangs sei der Impetus so hoch, dass er die natürliche Schwere des Körpers überwiege. Der Körper bewege sich auf einer Geraden (A→B). Mit abnehmenden Impetus steige der Einfluss der Schwere und das Geschoss beschreibe einen Bogen (B→C). Ist der Impetus verbraucht, falle das Projektil senkrecht zu Boden (C→D).
Spätestens mit Pierre Gassendis Formulierung des Trägheitsprinzips und den von ihm durchgeführten Experimenten im 17. Jahrhundert wurde die Gültigkeit der Impetustheorie widerlegt.

### Tatsächliche Flugbahn
Ohne Berücksichtigung der Luftkräfte auf ein frei fliegendes Objekt (Oberflächenreibung, Formwiderstand, aerodynamischer Auf- oder Abtrieb), ist die Flugbahn eine Wurfparabel. Bei langsamen Objekten bleibt die Parabelform auch bei Berücksichtigung der Luftkräfte weitgehend erhalten (Beispiel: Wurf eines Tennisballs von einer Hand in die andere). Fast alle Wirkungen der  Luft auf die Bewegung wachsen (annähernd) quadratisch mit der Fluggeschwindigkeit, so dass auch die Gesamtkraft der Luft  quadratisch mit der Geschwindigkeit zunimmt. Bei hohen Geschwindigkeiten geht also aufgrund des deutlich höheren Luftwiderstands mehr kinetische Energie verloren als bei niedrigen Geschwindigkeiten. Folglich kann weniger Energie in potenzielle Energie umgewandelt werden, weswegen eine geringe maximale Höhe erreicht wird. 
Dieser Umstand hat Auswirkungen auf die Gestaltung der optimalen Flugbahn beziehungsweise des Abschusswinkels eines Geschosses. Schnelle Objekte, wie beispielsweise Kanonenkugeln, ein abgeschlagener Golfball, ein geworfener Speer oder Diskus oder die Tropfen eines Druckwasserstrahls, bewegen sich auf Flugbahnen, wie sie ähnlich der Impetustheorie zu erwarten sind. So wird die maximale Weite nicht bei einem Abschusswinkel von 45° erreicht, wie er für Geschosse ohne Luftkräfte errechnet werden kann, sondern bei kleineren Winkeln. Dieser Abschusswinkel ist umso kleiner, je höher die Abschussgeschwindigkeit und je kleiner die Masse des Objekts im Verhältnis zu dessen Stirnfläche in Bewegungsrichtung ist. Insofern liefert die Impetustheorie – wiewohl sachlich nicht richtig – eine einigermaßen brauchbare Näherung für eine Flugbahn, die mit bloßem Auge oder einfachen Flugbahnaufzeichnungen (z. B. eine Feuchtigkeitslinie an einer senkrechten Wand) beobachtet werden kann.